# Idotea aleutica
Idotea aleutica is een pissebed uit de familie Idoteidae. De wetenschappelijke naam van de soort is voor het eerst geldig gepubliceerd in 1933 door Gurjanova.